# Гра уяви
«Гра уяви» (рос. «Игра воображения») — білоруський кінофільм 1995 року режисера Михайла Пташука за однойменною п'єсою Еміля Брагінського. Виробництво кіностудії «Білорусьфільм».

## Сюжет
Павло Антошин вважав себе непоганим чоловіком і батьком. Але одного разу, повернувшись з відрядження, він дізнався, що його дружина Маргарита йде до іншого чоловіка — Лампасова! Але це ще не все: Маргарита запропонувала Павлу замість себе подругу Ларису… Такий життєвий поворот настільки обурив Павла, що він тут же виставив обох дам з очей геть. Але на цьому історія не закінчилася, скоріше з цього вона тільки почалася…

## Ролі
| Актор                | Роль            |
| -------------------- | --------------- |
| Юлія Висоцька        | Женя            |
| Ігор Костолевський   | Павло Антошин   |
| Любов Поліщук        | Рита            |
| Ірина Селезньова     | Лариса          |
| Анжеліка Пташук      | подруга Лариси  |
| Стефанія Станюта     | баба в капелюсі |
| Олександр Філіппенко | Лампасов        |
| Олександр Павлов     | епізод          |
| Михайло Петров       | епізод          |

## Знімальна група
- Режисер — Михайло Пташук
- Сценарист — Еміль Брагінський
- Продюсер — Володимир Єсінов, Людмила Тимошенко, Євген Кравцов
- Композитор — Максим Леонідов